# Henri Couttet
Henri Michel Couttet, född 8 juni 1901 i Chamonix, död där 11 oktober 1953, var en fransk ishockeyspelare. Hans lag kom på delad femte plats vid olympiska spelen i Antwerpen 1920. Han var bror till Denis Couttet.